# 乌祖县
乌祖县是柬埔寨班迭棉吉省下辖的一个县。
据1998年人口普查，此县共有47,196人。